# Люсьєн Булл
Люсьєн Булл (англ. Lucien Bull; 5 січня 1876, Дублін, Ірландія — 25 серпня 1972, Париж, Франція) — ірландський вчений, винахідник, один з піонерів хронофотографії досліджував метод електрокардіографії. Л. Булл був асистентом відомого французького біолога Етьєна-Жуля Маре.
Під час Першої світової війни Булл брав участь у дослідженнях балістики (її фотографічному аналізі). Також його сфера діяльності поширювалася на вивчення акустики, фізіології та оптики.
Винайшов високошвидкісний метод фотаграфування: у 1924 році у Королівському інституті в Лондоні він представив зйомки зі швидкістю 100.000 кадрів на секунду.